# Olga Yákovleva (baloncestista)
Ol'ga Leonidovna Jakovleva  (nacida el 15 de diciembre de 1963 en Leningrado, Unión Soviética) es una exjugadora de baloncesto rusa. Consiguió 5 medallas en competiciones oficiales con la URSS.